# Шоколадна глазур
Шоколадна глазур — продукт, виготовлений з комбінації какао, рослинного жиру та підсолоджувачів.

## Опис
Шоколадна глазур використовується як дешевша альтернатива чистому шоколаду, оскільки в ній використовуються менш дорогі тверді рослинні жири, такі як кокосова олія або пальмоядрова олія, замість дорожчого какао-масла. При використанні як покриття цукерок продукт також може бути відомий як «шоколадне покриття».
Найчастіше шоколадною глазур'ю покривають дешевші батончики як заміну глазурованого шоколаду. Справжній шоколад, що містить какао-масло, необхідно темперувати для збереження блиску покриття. Шоколадні покриття, однак, не потребують темперування. Замість цього їх просто нагрівають до 3—5 °C (від 5 до 9 °F) вище точки плавлення покриття.
У Європейському Союзі продукт може продаватися як шоколад лише в тому випадку, якщо він містить максимум 5% рослинної олії.